# Sobralia valida
Sobralia valida é uma espécie terrestre de folhas de 20 a 30 centímetros de comprimento, oblongas, com nervuras salientes e bainhas envolvendo a parte superior de um caule ereto, de cujo ápice sai a flor solitária. É encontrada em ambiente de savana, sombreado, com altitude de 1000 metros, próximo a pequenos cursos de água. As flores, de 10 centímetros, duram dois dias. 
Floresce de novembro a dezembro.